# Miconia espinosae
Miconia espinosae är en tvåhjärtbladig växtart som beskrevs av Markgr.. Miconia espinosae ingår i släktet Miconia och familjen Melastomataceae. IUCN kategoriserar arten globalt som starkt hotad. Inga underarter finns listade i Catalogue of Life.